# Nyugati utazás
A Nyugati utazás (hagyományos kínai: 西遊記; egyszerűsített kínai: 西游记; pinjin (pinyin) hangsúlyjelekkel: Xī yóu jì; magyar népszerű átírás: Hszi ju csi) Vu Cseng-en (Wu Cheng'en)nek 吳承恩/吴承恩 (kb. 1500–1582) tulajdonított mitológiai tárgyú regény, amely a négy legjelentősebb klasszikus kínai regényként számon tartott mű egyike. A Ming-kori regény alaptémája a híres Tang-kori zarándok, Hszüan-cang (Xuanzang) indiai utazása, amely köré a 100 fejezetes regényben a buddhista és taoista legenda számtalan története és alakja fonódik. A népi mitológiai motívumok közül a regényben kiemelt szerepet kap az eget ostromló Szun Vu-kung (Sun Wukong), vagyis a majomkirály története.

## Szerzősége
A legáltalánosabban elterjedt tudományos vélekedés szerint a Nyugati utazás szerzője Vu Cseng-en (Wu Cheng'en), aki nevének feltüntetése nélkül adta közre művét. A névtelenség elég gyakori volt a klasszikus kínai regények szerzőinek körében. Akkoriban a regény hivatalosan nem elismert, a magas kultúra által nem értékelt műfajnak számított, így szerzői úgy tarthatták, hogy nem különösebben ad okot a dicsekvésre az efféle művek szerzősége. Ha pedig elvétve egy-egy szerző neve mégis fennmaradt, életéről a legtöbbször alig lehet tudni valamit, mert az életrajzírók nem tartották őket méltónak arra, hogy emléküket gyűjteményeikben megörökítsék. Az igazság az, hogy Vu (Wu) szerzősége megcáfolhatatlan bizonyítékokkal máig nem alátámasztott. A legkorábbi, 16. századi kiadásokon ugyanis még nem szerepel a szerző, a művet Vu Cseng-en (Wu Cheng'en) nevével először csak egy 1625-ben összeállított helytörténeti munka kapcsolja össze. Az elismert irodalomtudós, Hu Si (Hu Shi) 胡適/胡适 (1891–1962), aki egyébként 1938 és 1942 között nagykövet volt az Egyesült Államokban, épp erre alapozva jelentette ki, hogy Vu Cseng-en (Wu Cheng'en) a regény szerzője. Csakhogy állításával több szakértő vitába száll. David Lattimore, a Brown Egyetem kínai irodalom professzora a következőket írja: „A nagykövet meggyőződése teljesen indokolatlan. A helytörténeti munka annyit állít, hogy Vu (Wu) írt valamit, ami a Nyugati utazás címet viselte. De egy szóval sem említi, hogy ez egy regény lett volna. A hivatkozott mű lehetett akár egy változata a regénynek, vagy akár valami egészen más is.” A fordító, W. J. F. Jenner azt hangsúlyozza, hogy Vu (Wu) alapos ismeretekkel rendelkezett a korabeli kínai bürokrácia és politika terén, azonban a regény mégsem tartalmaz semmi olyasféle utalást ezen a területen, amit bármelyik átlagember ne tudhatott volna. Anthony Yu azon az állásponton van, hogy a regény szerzője, mint oly sok másik klasszikus kínai regény esetében, továbbra is bizonytalan, de még mindig a legvalószínűbb, hogy Vu Cseng-en (Wu Cheng'en) írta.

Akár Vu Cseng-en (Wu Cheng'en) a regény szerzője, akár nem, Csongor Barnabás szerint érdemes megismerni azt a kevés részletet, ami Vu Cseng-en (Wu Cheng'en) életrajzából ismert, mert ezek is jól példázzák, milyen társadalmi körből kerülhettek ki a régi kínai regények írói.
Vu Cseng-en (Wu Cheng'en) 1500 körül született Sanjang (Shanyang)ban 山陽, Csiangszu (Jiangsu) 江蘇 tartományban. Nagyapja, dédapja tanulmányi felügyelő volt, azaz tudós kishivatalnok, az írásművészethez szükséges alapműveltséget tehát a szokásos módon, a családban kapta meg. Apja azonban már nem jutott hivatalhoz, felesége selyemüzletét vezette, ez pedig deklasszálódást jelentett. A család hanyatlására vall az is, hogy genealógiájuk már ekkor elveszett, s így Vu Cseng-en (Wu Cheng'en) az apja számára írt sírfeliratban távolabbi ősöket felsorolni már nem tudott. Az apában erős nosztalgia élt a tudományok iránt, folyton a könyveket bújta; különc viselkedése miatt kissé hibbantnak is tartották, s ez fiának nemegyszer keserűséget okozott. A fiú már a falusi iskolában feltűnt éles eszével; a környékbeli hivatalnokok, írástudók felfigyeltek rá mint jövendő pályatársra. Ennek köszönhette, hogy negyvennégy évesen sikerült letennie az egyik alsóbb fokú hivatali vizsgát, s tízévi várakozás után egy kisebb hivatalhoz is jutott. Nem sokkal később – anyja hajlott korára hivatkozva – lemondott állásáról. Hivatalviselése előtt és után az írástudók szokásos életét élte, afféle helyi nevezetességként, tehetős rangbeli barátok támogatására támaszkodva, kiknek jóindulatát klasszikus nyelven írt versekkel, rokonaik számára készített sírfeliratokkal, sőt talán nevükben írt művekkel hálálta meg. 1582 táján halt meg. Ha csakugyan ő írta a Nyugati utazást, az minden bizonnyal késő öregkorára eshetett.

## Történelmi háttér

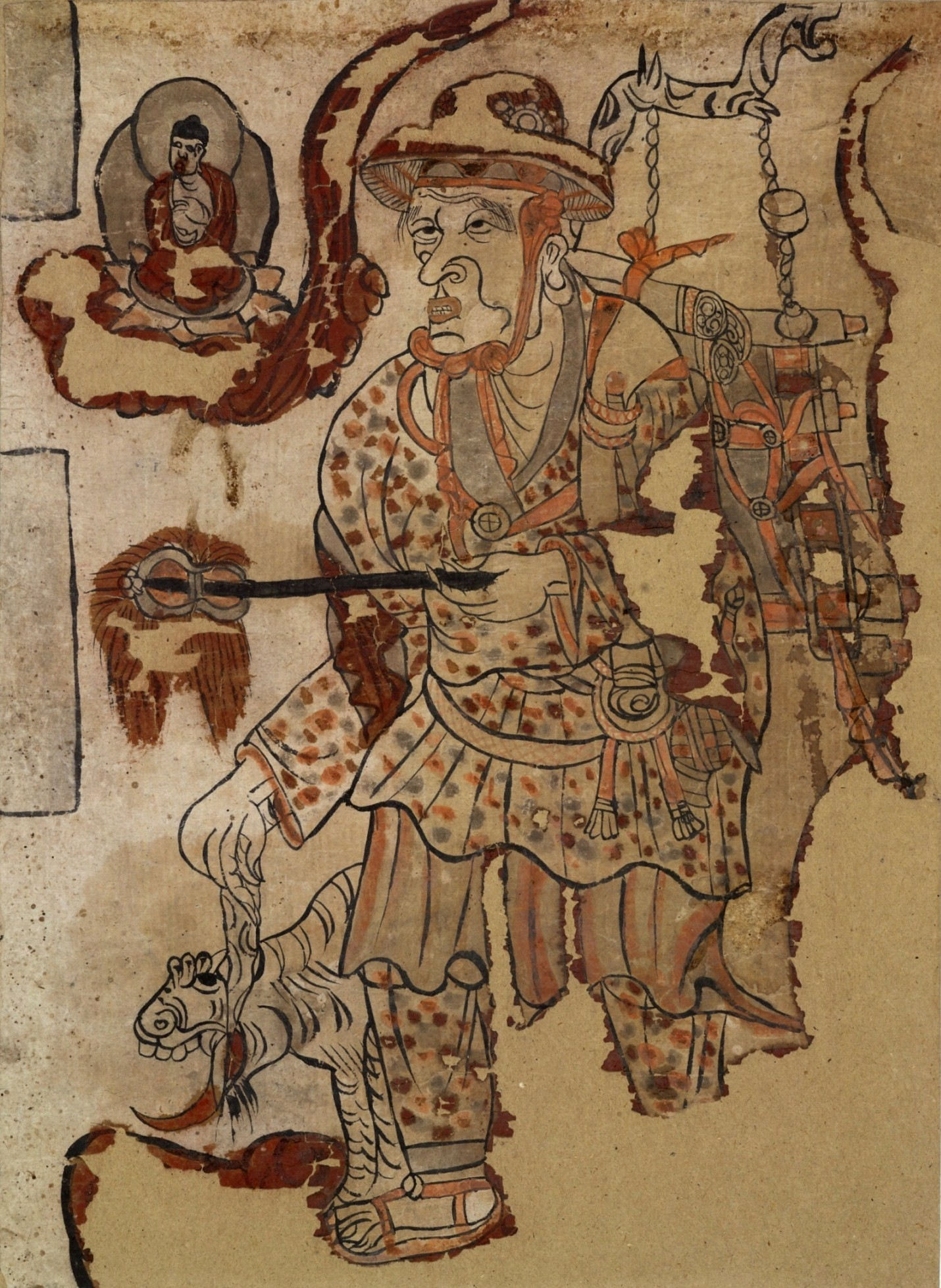
Hszüan-cang (Xuanzang) ábrázolása egy tunhuang (dunhuang)i falfestményen (9. sz.)

A kínai buddhizmus fénykora a 6–9. századra tehető. Ez volt az a korszak, amikor megalakultak a már kínai sajátosságokat tükröző olyan nagy szekták, mint például a Tiszta föld (csing-tu (jingtu)) 淨土/净土 vagy az elmélkedés iskolája, a csan (chan) 禪. Ebben a felvirágzásában nagy szerepet játszottak a korszak, a Tang-kor buddhista zarándokai és fordítói. Közülük is az első és az egyik legkiemelkedőbb Hszüan-cang (Xuanzang) 玄奘/玄奘 (kb. 596 vagy 602 – 664) volt, aki 629-ben egyedül indult útnak, hogy a közép-ázsiai sivatagokat átszelve eljusson Indiába. Már útnak indulásakor is a kínai buddhista filozófia legnagyobb szaktekintélyének számított, s célja az volt, hogy hozzájusson egy híres metafizikai értekezése egy példányához, melynek címe az Értekezés a jógamesterek földjéről (szanszkritul: Yogācārabhūmi-śāstra; kínaiul: Jü-csia si-ti-lun (Yujia shidi lun) 瑜伽師地論), hogy ennek ismeretében megértse és feloldja a buddhizmus különböző ágazatinak ellentmondásait. Zarándokútja első jelentősebb állomása Kasmír, az ősbuddhizmus szentföldje volt, ahol is két évig időzött. Innen Magadhába ment, ahol további öt évet töltött tanulással a híres nalandái buddhista kolostorban. Ezt követően beutazta Indiát, ahol felkereste a legismertebb tanítómestereket. Tizenhat évnyi távollét után, mintegy hatszáz könyvvel, 645-ben tért vissza Kína akkori fővárosába, Csang'an (Chang'an)ba, ahol 664-ben bekövetkezett haláláig a kínai buddhizmus egész történelmének legtermékenyebb fordítócsoportját szervezte meg és működtette. A tizennyolc év alatt egymaga végezte el az összes fordítás mintegy negyedrészét.

## Irodalmi előzmények
Egy évvel a nagy zarándok visszatérése után az egyik tanítvány, Hszüan-cang (Xuanzang) úti jegyzeteit felhasználva, Értekezés a nagy Tang-birodalom nyugati szomszédairól (Ta Tang hszi-jü csi (Da Tang xiyu ji) 大唐西域記/大唐西域记) címen egy könyvet állított össze azokról az országokról, melyeket mestere útja során felkeresett. A mű éppúgy bemutatja ezeknek a területeknek az éghajlatát, termékeit, életmódját, szokásait, politikai berendezkedését, történelmét, mint a buddhizmus helyzetét. Hszüan-cang (Xuanzang) életrajzában (Ta-ce-en-sze szan-cang fa-si-csuan (Daci'ensi sanzang fashizhuan) 大慈恩寺三藏法師傳), amelyet közvetlenül halála után kezdtek el írni, majd 688-ban átdolgoztak, még alaposabban számoltak be utazásának részleteiről. A Hszüan-cang (Xuanzang) útjáról keletkezett legendák első formáiról azonban igen keveset tudunk. Regénnyé formálódásáig a történet minden jel szerint ugyanazt az utat járta végig, mint annyi más régi kínai regény alaptörténete. Először utcai mesemondók regéltek róla, majd egy-egy invenciózusabb mesélő munkája nyomán e történetek mesefüzérekké álltak össze. Nyomtatott formában Hszüan-cang (Xuanzang) utazásának mesés története a Szung (Song)-korból ismeretes először: ekkor már a szent szerzetes alakja mellett a majomkirály is megjelenik, színpadra is kerül. Ilyen például az ismeretlen szerző műve, a Nagy Tang-birodalom Tripitaka mestere elhozza a szent könyveket (Ta Cang Szan-cang csü csing si-hua (Da Tang Sanzang qu jing shihua) 大唐三藏取经诗话). Ebből és az ehhez hasonló szövegkönyvekből minden jel szerint igen sokfelé ágazóan változatos, ám ma már csak töredékesen ismert mese-legendakincsből alkotta meg művét a Nyugati utazás szerzője.

## Cselekmény
A 100 fejezetes Nyugati utazás történetét négy, közel sem azonos vagy arányos terjedelmű szakaszra lehet osztani.
- Az első szakasz, az 1–7. fejezet, amely a csodálatos körülmények között világra jött, majd halhatatlanná lett és az égi palotát felforgató majomkirály, vagyis Szun Vu-kung (Sun Wukong) történetét állítja a központba, egészen addig, míg végül Buddha megbünteti, és ötszáz esztendőre az Öt Elem-, azaz a Vuhszing (Wuxing)-hegy alá zárja.[11]
- A második szakasz, a 8–12. fejezetig, amely kereken ötszáz évvel később játszódik, a nagyszabású zarándokút hátterét mutatja be. Kuan-jin (Guanyin) bódhiszattva Buddha kérésére útnak indul, hogy megtalálja azt az igazhitű halandót, aki méltó és képes arra, hogy a buddhizmus Nagy Kocsi ágának szent könyveit, a hármas kosárnak nevezett Tripitakát elhozza Indiából Kínába. A bódhiszattva útja során a helyes útra vezeti a két gonosz démont és a sárkánykirály fiát, akiknek későbbi küldetésük az lesz, hogy útja során elkísérjék a zarándokot. Taj-cung (Taizong) (太宗, 599–649) Tang császár megbetegszik, lelke megtér az alvilágba, ahonnan visszabocsátják a földi létbe. Ő maga is azon van, hogy egy kiváló szerzetest küldjön Indiába a szent könyvekért. Hszüan-cang (Xuanzang) önként jelentkezik a feladatra, és útnak indul.[12]
- A harmadik, a legterjedelmesebb szakasz, a 13–99. fejezetig Hszüan-cang (Xuanzang) útját meséli el a Tang-fővárostól, Csang'an (Chang'an)tól egészen Indiáig. Lazán kapcsolódó epizódokból álló útja folyamán sorra csatlakoznak hozzá tanítványai, s fantázia szülte helyeken áthaladva, szinte megszámlálhatatlan próbatételt teljesítve, kalandokat átélve érnek végül célba. Mindeközben megannyi démonnal, szörnnyel, szellemmel és más fantasztikus, mitológiai teremtménnyel akadnak össze, akik közül jó néhányan azért akarják felfalni a mestert, mert – hitük szerint – ha a húsából esznek, halhatatlanná lehetnek.[13]
  - A harmadik szakaszt alkotó 87 fejezet történései a regény központi cselekményének szempontjából további szakaszokra tagolható, illetve egyes fejezetek különösen kulcsfontosságúnak bizonyulnak. Elsőként a 13–22. fejezet alkot egy egységet, amelynek során Hszüan-cang (Xuanzang) sorra találkozik azon társaival, akiket Kuan-jin (Guanyin) a 8. fejezetben jó útra terelve a zarándok védelmére és segítésére rendelt.
    - Hszüan-cang (Xuanzang) elsőként Szun Vu-kung (Sun Wukong)gal találkozik a 14. fejezetben. Kiszabadítja a Vuhszing (Wuxing)-hegy alól, és tanítványává fogadva magával viszi.[14]
    - Külön egységet alkot Hszüan-cang (Xuanzang) hátaslovának története. A sárkányparipa ugyan nem főszereplője a történetnek, de a regény végén, a négy főszereplővel együtt ő is jutalomban részesül. Ő eredetileg a nyugati tenger sárkánykirályának Ao Zsun (Ao Run)nak (敖閏/敖闰) a fia volt, de tüzet okozott a palotában, amely elemésztette apja drága gyöngyét. A Jáde Császár büntetésből felfüggesztette őt a levegőbe, és háromszázat veretett rá. Hszüan-cang (Xuanzang) és Szun Vu-kung (Sun Wukong) a 15. fejezetben találkozik vele. A sárkány felfalja a mester lovát, majd vezeklésből a továbbiakban paripává változva maga viszi tovább a hátán a szent zarándokot.[15]
    - A 19. fejezetben Nyolctilalmas csatlakozik hozzájuk.[16]
    - A 22. fejezetben bukkan fel Homoki Barát, aki Hszüan-cang (Xuanzang) harmadik tanítványként csatlakozik a zarándoktársasághoz.[17]

  - A 22. fejezetben, ahol Homoki Baráttal találkoznak, bukkan fel a Futó Homok Folyó (Liu-sa-ho (Liushahe) (流沙河), amely 800 mérföld széles és háromezer láb mély. A fejezet végén ezen a folyón átkelve mintha egy új kontinensre érnének az utazók. A 23–86. fejezetig megint egységes szerkezet figyelhető meg. A laza szálon kötődő epizódok egymásutánjában az utazók sorra hagyják maguk mögött a különösebbnél különösebb vidékeket, és győzik le a küldetésüket és életüket veszélyeztető szörnyeket, démonokat. [18]
  - A 87–99. fejezet abban tekinthető közös egységnek, hogy Hszüan-cang (Xuanzang) és társai a 87. fejezetben érik el India határvidékét. Itt a korábban leírt kalandokhoz képest jóval földhözragadtabb eseményekben van részük, bár még mindig a fantázia és misztikum körében marad a leírás. Az aránytalanságát jól tükrözi, hogy ebben tizenhárom fejezetben, az összesen tizennégy évig tartó zarándokútból kilencet itt töltenek a hősök. A 98. fejezetben végül eljutnak a Keselyű-hegyhez, ahol a Mennydörgő Hang Kolostorában Hszüan-cang (Xuanzang) átveszi Buddhától a szent könyveket.[19]
- A negyedik, bejező szakaszt mindössze az utolsó, 100. fejezet tartalmazza, melyben nagyon rövid leírást szentel a szerző a visszaútnak. A Tang-birodalom fővárosában a császár személyesen fogadja Hszüan-cang (Xuanzang)ot és társait. Beszámolnak útjukról, amely éppen 108 ezer mérföld volt. A császár nagy lakomát rendez a tiszteletükre. Egyszer csak az égbe emelkedik Hszüan-cang (Xuanzang) a tanítványaival és a lovával, majd eltűnnek. Buddha színe elé kerülnek, aki elmondja, hogy Hszüan-cang (Xuanzang) egyik előző életében az ő második tanítványa volt, bizonyos Arany Kabóca Mester, s most jutalomból a Szantálfa Érdemes Buddhája rangba emeli őt. Szun Vu-kung (Sun Wukong) a Harcban Győzedelmes Buddha lesz, Nyolctilalmas a Tisztaságos Oltár Küldöttjének rangjába emeltetik, Homoki Barát az Aranytestű Arhattá lett, Hszüan-cang (Xuanzang) lova, a sárkányparipa pedig mennyei sárkánnyá léphetett elő. [20]

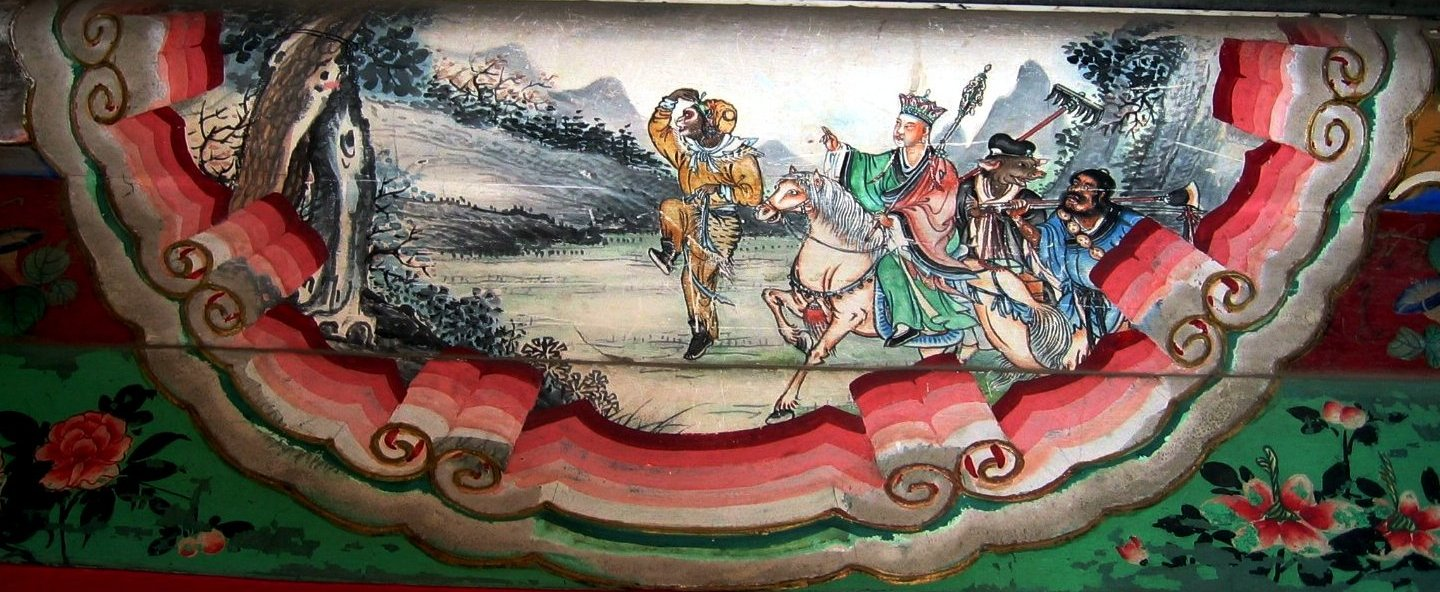
A Nyugati utazás egyik jelenete. Fára festett dekoráció a pekingi Nyári Palotában

## Főszereplők

### Hszüan-cang(Xuanzang)

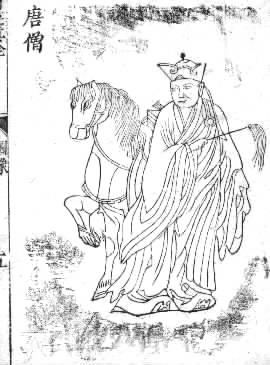
Hszüan-cang (Xuanzang) ábrázolása

A regénybeli Hszüan-cang (Xuanzang) élettörténete a 9. fejezetben olvasható. E szerint apja egy bizonyos Chen O (Chen E) 陳萼/陈萼 vagy adott nevén Csen Kuang-zsuj (Chen Guangrui) 陈光蕊/陈光蕊, aki Hajcsou (Haizhou) 海州 városában él édesanyjával, Csang (Zhang) 張/张 asszonnyal. A császári felhívásra a fővárosba, Csang'an (Chang'an)ba megy, hogy részt vegyen a hivatalnokvizsgán. A fővárosban megismerkedik egy volt miniszter, bizonyos Jin Kai-san (Yin Kaishan) 殷開山/殷开山 lányával, Ven-csiaó (Wenjiaó)val 溫嬌/溫娇, akit Man-tang-csiaó (Mantangjiaó)nak 滿堂嬌/满堂娇 is hívnak. A két fiatal hamarosan egybekel, Csen Kuang-zsuj (Chen Guangrui) pedig első helyen végez az állami vizsgán. A császár ki is nevezi őt Csiangcsou (Jiangzhou) 江州 mandarinjává. Csen Kuang-zsuj (Chen Guangrui) ekkor már várandós feleségével útnak indul, hogy elfoglalja állomáshelyét, amikor útközben egy Liu Hung (Liu Hong) 劉洪/刘洪 nevű csónakos a társával agyonveri. A gyilkos Liu Hung (Liu Hong) szemet vet a szép asszonyra, és úgy tervezi, hogy férjként és mandarinként is ő lép Csen Kuang-zsuj (Chen Guangrui) helyébe. Amikor megszületik Ven-csiao (Wenjiao) kisfia, az asszony attól fél, hogy férje gyilkosa az ártatlan gyermeket is meg fogja ölni. Félelmében a csecsemőt egy deszkára fekteti, saját vérével egy darab papírra felírja apja, anya nevét és egész származását, és emlékjelül leharapja a bal lába kisujját, majd a folyóra teszi a deszkát, és a hullámokra bízza gyermekét. A gyermek a Csinsan (Jinshan) 金山, vagyis az Aranyhegy-kolostornál ér partot, ahol is Fa-ming 法明 (Törvény Világossága) apát talál rá, és fogadja be a kolostorba. Csiang-liu (Jiangliu)nak 江流, azaz Folyamon Hányódottnak nevezi el. Amikor a fiú tizennyolc esztendős lesz, leborotválják a fejét és felavatják szerzetesnek, papi neve pedig Hszüan-cang (Xuanzang) 玄奘 lesz. Később az apát elárulja neki valódi származását, ő pedig kéri, hadd látogassa meg édesanyját. Hszüan-cang (Xuanzang) alamizsnás barátnak öltözve érkezik Csiangcsou (Jiangzhou)ba, ahol egymásra találnak anyjával. Az anyja még mindig attól fél, hogy férje, Liu megölné a fiát, így gyorsan elküldi őt. Ezt követően Hszüan-cang (Xuanzang) megkeresi soha nem látott apja édesanyját, Csang (Zhang) asszonyt. A nagyanyja a sírástól, amiért fia soha nem tért vissza, megvakult, ám Hszüan-cang (Xuanzang) imájával újra visszaadja a szeme világát. Csodálatos módon apja is életre kel, a bűnösök pedig meglakolnak. Hszüan-cang (Xuanzang) továbbra is szent életű szerzetesként élt, mígnem (a 12. fejezetben) a császár nemes származása, erényei és buddhista ismeretei miatt kinevezi őt a Tant magyarázó főhivatalnokának. Ekkor Hszüan-cang (Xuanzang)ot a szöveg Arany Kabóca (Csin Csan (Jin Chan) 金蟬/金蝉) néven említi. Ezután amikor Kuan-jin (Guanyin) bódhiszttava és a császár azt az embert keresik, aki méltó lenne arra a küldetésre, hogy Indiába menve elhozza a szent könyveket, Hszüan-cang (Xuanzang) önként jelentkezik. Amikor útnak indult, a császár a szent könyvek Három Kosara után Szan-cang (Sanzang)nak 三藏, vagyis Tripitakának nevezte el. Veszélyekkel teli küldetése végén sikerrel visszatér a fővárosba (100. fejezet), ahol is a társaival együtt az égbe emelkednek, majd a Keselyűhegyen találják magukat. Itt Tathágata Buddha közli vele, hogy egyik előző életében az ő második tanítványa volt, akit úgy hívtak, hogy Arany Kabóca Mester (Csin Csan-ce (Jin Chanzi) 金蟬子/金蝉子), de mivel nem eléggé figyelt a tanítására, száműzve lett a földi világba, hogy ott szülessen újra. Ezt követően érdemei elismeréseképpen magas rangra emeli, s ő lesz a Szantálfa Érdemes Buddhája (Csan-tan Kung-tö Fo (Zhantan Gongde Fo) 旃檀功德佛)

### Szun Vu-kung(Sun Wukong), a majomkirály
Szun Vu-kung (Sun Wukong) előtörténete egy különálló egységet alkot a regény keretei között. Az 1–7. fejezet vitathatatlan főszereplője ő; a regény másik három főkaraktere említésre sem kerül. Ez is jól mutatja, hogy a szerző több nyersanyagból, írásban vagy akár csak szóban létező mesés legendából dolgozott, melyeket több-kevesebb sikerrel gyúrt egyetlen regénybe. Szun Vu-kung (Sun Wukong) történetének önállósíthatósága indokolja, hogy a magyar fordítás alcímében külön kiemelésre került: „avagy a majomkirály története”.

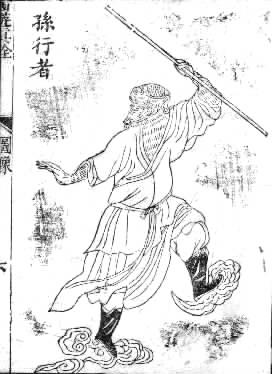
Szun Vu-kung (Sun Wukong) ábrázolása

- 1. fejezet A történet szerint a fantázia szülte Aolaj (Aolai) ország (Aolajkou (Aolaigou) 傲來國) ahhoz a nagy óceánhoz volt feküdt, amelynek közepén egy csodálatos hegy, nevezetesen a Virág-Gyümölcs Hegy (Hua-kuo-san (Huagoushan) 花果山) állt.[m 1] Ennek a hegynek a csúcsán állt egy tündérszikla (hszien-si (xianshi) 仙石), amely időtlen idők óta itta magába a természet esszenciáit. Egyszer csak tündérmagzatot (hszien-pao (xianbao), 仙胞) fogant magában, majd egy nap meghasadt, és a világra szült egy kőtojást (si-luan (shiluan) 石卵). Ez a szelek érintésére kőmajommá (si-hou (shihou) 石猴) változott. A kőmajom lábra állt, köszöntötte a világmindenséget, szeméből aranysugár lövellt fel egészen a Göncölpalotáig (Tou-fu (Doufu) 斗府), ahol az istenek és élükön a Jáde Császár (Jü Ti (Yu Di) 玉帝) székel. Ám az égiek ekkor még nem tulajdonítanak jelentőséget a csodás teremtménynek. Nemsokára csatlakozik a hegyen élő többi majomhoz, és együtt birtokba veszik „A Virág-Gyümölcs Hegy boldog földje, a Vízfüggöny Barlang Paradicsoma” (Hua-kuo-san Fu-ti, Suj-lien-tung Tung-tien (Huagoushan Fudi, Shuiliandong Dongtian) 花果山福地，水簾洞洞天) nevű barlangot, amely ezután állandó lakhelyük lesz. Mivel ezt a csodás helyet a kőtojásból született majom fedezte fel, a majmok megválasztják őt királyuknak, és így lesz ő a „szépséges majomkirály” (mej hou-vang (mei houwang) 美猴王). A majomkirály egy nap elhatározza, hogy megmenti magát és a népét az öregségtől és a haláltól. Útra kel hát, átszeli az óceánt, és végül a Szellemtető Kolostorhegyen (Ling-taj Fang-cun-san (Lingtai Fangcunshan) 靈臺方寸山), a Nyugvó Hold Háromcsillagos Klastromában (Hszie-jüe Szan-hszing Tung (Xiexue Sanxing Dong) 斜月三星洞) Szubhúti pátriárka (Szu-pu-ti cu-si (Suputi zushi) 須菩提祖師) tanítványa lesz. A mester új tanítványának mindenekelőtt nevet ad, így lesz a majomkirályból Szun Vu-kung (Sun Wukong) 孫悟空, amely azt jelenti, hogy „A Világ Hiúságára Ráébredt Majom”.[25]
- 2. fejezet A pátriárka megtanítja Szun Vu-kung (Sun Wukong)nak a „hetvenkét áltváltozás” (csi-si pan pien-hua (qishi ban bianhua) 七十二般變化) és a „felhőbukfencezés” (csin-tou-jün (jindouyun) 觔斗雲) bűvös tudományát, ki ezután búcsút vesz mesterétől és visszatér majomnépéhez a Virág-Gyümölcs Hegyre. Népét egy magát Világfelforgató Démonkirálynak (Hun-si Mo-vang (Hunshi Mowang) 混世魔王) nevező szörnyeteg sanyargatja, akit ádáz párviadalban legyőz.[26]
- 3. fejezet Szun Vu-kung (Sun Wukong) ezt követően hadsereggé szervezi a népét, gyakorlatoztatja őket, ő maga pedig ismét útra kel, hogy megfelelő fegyvert szerezzen magának. Ao Kuang (Ao Guang) 敖廣, a keleti sárkánykirály palotájába megy, ahol végül rátalál az Égi Folyót a helyére szegező vastuskóra, amit senki meg sem bír mozdítani. Szun Vu-kung (Sun Wukong) könnyedén kihúzta, és megfelelő méretű vasbottá zsugorította. Ekkor látta meg rajta a felírást, miszerint a neve: „Aranygombos, bűvös bunkó, kézre járó” (Zsu-ji csin-ku-pang (Ruyi jingubang) 如意金箍棒), melynek súlya tizenháromezer-ötszáz font. Miután a sárkánykirály többi testvérétől páncélruhát és sisakot is szerez, továbbáll. A sárkánykirályok azonban panaszt tesznek ellene a Jáde Császárnál. Egyik éjjel, mulatozás után Szun Vu-kung (Sun Wukong) az alvilágban (ju-ming-jie (youmingjie) 幽冥界) ébred, ahol közlik vele, hogy véget ért a földi élete. Szun Vu-kung (Sun Wukong) nem hagyja annyiban, és mind a saját, mind a népe nevét saját kezűleg törli ki a tíz pokol királya által őrzött és vezetett élet és halál könyvéből. Így aztán a majmok, királyukkal az élen, halhatatlanná váltak. Csakhogy a pokol királyai megtették panaszukat a Jáde Császárnál, aki most már nem hagyhatta figyelmen kívül a kőtojásból született csodás lényt. Csakhogy elfogását túl kockázatosnak találták, így egy mennyei futár révén a palotába szólították, hogy egy hivatalt ajánljanak neki, amivel lecsillapíthatnák, és így szemmel tarthatnák.[27]
- 4. fejezet A mennyek palotájában a Jáde Császár kinevezi Szun Vu-kung (Sun Wukong) istállómesternek (pi-ma-ven (bimawen) 弼馬溫), a feladata pedig az ezer mennyei paripa felügyelete lett. Amikor azonban Szun Vu-kung (Sun Wukong) megtudja, hogy ez milyen méltatlanul alacsony rangú hivatalnak számít a mennyben, sértődötten hazatér a Virág-Gyümölcs Hegyre. Amikor a Jáde Császár hírét veszi, hogy majomkirály hivatalát otthagyva hazaszökött, Li Csing (Li Jing)et 李靖, a Pagodahordozó Mennyei Herceget és fiát, No-csá (Nezhá)t 哪吒 küldi seregeik élén, hogy elfogják. Szun Vu-kung (Sun Wukong) azonban ekkorra szövetséget kötött a hegyen lakó különféle démonkirályokkal, és együttes erővel meghátrálásra kényszerítik a mennyei seregeket. Szun Vu-kung (Sun Wukong) diadalán felbuzdulva, felveszi az Éggel Egyenlő Nagy Szent Csi-tien ta-sen (Qitian Dashen) 齊天大聖) titulust, amelyet egy zászlóra írva kitűzet a barlang elé, a Jáde Császárnak pedig megüzeni, hogy vagy kinevezi őt ebbe a még nem létező hivatalba, vagy seregeivel felmegy a mennyei palotába, és elfoglalja trónját. A Jáde Császár ismét magához szólítja a majomkirályt, s engedve követelésének, kinevezi őt a kért hivatalba, és két palotát építtet neki, csak hogy megbékítse őt.[28]
- 5. fejezet Szun Vu-kung (Sun Wukong) kapott ugyan hivatalt, feladatot azonban nem, így elunván magát, egy szép napon beszökött a Nyugati Királyi Anya Hszi-vang-mu (Xiwangmu) 西王母 ültette barackos kertbe, amelynek fáin a halhatatlanság barackjai (hszien-kou (xiangou) 仙果) teremnek. Mohóságában felfalja az összes gyümölcsöt, így amikor a Királyi Anya tündérlány szolgálói megérkeznek, hogy a közelgő ünnepségre – amit a Királyi Anya a Jáde Császár tiszteletére rendezne – vigyenek a barackokból, egyet sem találnak. A majomkirály bosszúból, amiért őt nem hívták meg az ünnepségre, az előkészített lakoma helyszínén megissza a bort, amitől megmámorosodik, majd hazaindul a saját palotájába. Útközben részeg fővel besurran a Felséges Vén palotájába, ahol megissza és felfalja az összes ott talált halhatatlanság-elixírjét és halhatatlanság-labdacsát. Amikor kijózanodik, félve a Jáde Császár haragjától és a várható büntetéstől, ismét hazaszökik a népéhez, a Virág-Gyümölcs Hegyre. A Jáde Császár irtózatos haragjában százezres sereget küld ellene, akik körbeveszik a majmok barlangját.[29]
- 6. fejezet A mennyei sereg így sem bír a bősz majomkirállyal, aki minden csodálatos képességét beveti ellenük. Ekkor Kuan-jin (Guanyin) 觀音, aki a Királyi Anya meghívására maga is az ünnepségre érkezett volna, felajánlja segítségét a Jáde Császárnak. Azonban ő sem bír vele sehogy sem. Ekkor már a Felséges Vén is közbeavatkozik, hogy a bűvös karikájával elfogja a majomkirályt. Csodálatos fegyverét úgy nevezik, hogy „villámgyűrű” (csin-kang-csuo (jingangzhuo) 金鋼琢) vagy „gyémánthurok” (csin-kang-tao (jingangtao) 金鋼套). Ezt a majomkirály fejére téve csakugyan megfosztják őt csodálatos képességeitől, bűvös erejétől, s elfogva őt, elviszik a mennyei palotába, hogy a Jáde Császár kiszabja rá büntetését.[30]
- 7. fejezet Mivelhogy Szun Vu-kung (Sun Wukong) már többféle módon is halhatatlanná vált, sehogyan sem tudják kivégezni. Hiába próbálják lenyakazni vagy a Felséges Vén kemencéjében halálra égetni. Ekkor a Jáde Császár magához kéreti a nyugati mennyekből magát az Öreg Buddhát, vagyis Tathágatát, hogy segítsen a majomkirály megbüntetésében. Buddha egy fogadást ajánl az elbizakodott, gőgös majomkirálynak, miszerint ha ki tud ugrani a tenyeréből, övé lehet a Jáde Császár trónja, de ha nem, akkor leszáll az alvilágba, és a démonok sorsára jut. A majomkirály magabiztosan nekilódul, és menten elérkezik a világvégét jelző öt „húsveres színű oszlophoz”. Ezek közül bizonyságképpen az elsőre felírja, hogy „Itt járt az Éggel Egyenlő Nagy Szent”, sőt még le is vizeli a tövét. Amikor visszaérkezvén elégedetten Buddha elé áll, az csak nevetve felmutatja neki a tenyerét. Az egyik ujján ott áll a felirat, a tövéből pedig „árad a jóféle majomhúgy illata”. Buddha végül büntetésként a Vu-hszing (Wuxing) 五行-hegy, vagyis az Öt Elem Hegye alá zárja, és őrzőisteneket rendel oda. Egy „Om mani padme hum” feliratú táblát is elhelyez a tetején, amitől a lába menten gyökeret ereszt a földbe. Meghagyta az őrizőknek, ha megéhezik a majomkirály, vasgombócot adjanak neki enni, ha pedig megszomjazik, szájába olvasztott bronzot csorgassanak – s addig szenvedjen így, míg büntetése le nem telik, és el nem jön érte kiszabadítója.[31]

Szun Vu-kung (Sun Wukong) kiszabadulására a 14. fejezetben kerül sor, amikor a zarándokútra indult Hszüan-cang (Xuanzang) a Vu-hszing (Wuxing)-hegyhez ér, és kiszabadítja az éppen ötszáz éve fogságban sínylődő majomkirályt. Szun Vu-kung (Sun Wukong) vezeklésül bűnei miatt tanítványul szegődik, és vállalkozik rá, hogy elkíséri és védelmezi veszélyekkel teli útján a szent életű szerzetest. Útjuk végén, a 100. fejezetben hősies helytállása jutalmául Buddha kinevezi őt a Harcban Győzedelmes Buddhának Tou-csang-seng-fo (Douzhangshengfo) 鬥戰勝佛).

### Csu Pa-csie(Zhu Bajie), Nyolctilalmas

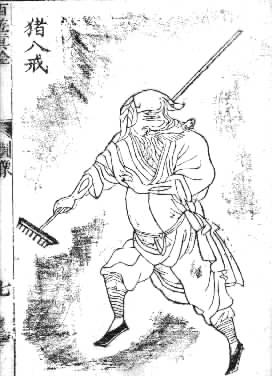
Nyolctilalmas ábrázolása

Nyolctilalmas a regény 8. fejezetében bukkan fel először. Amikor felismeri Kuan-jin (Guanyin) bódhiszattvát, eldobja menten a szöges gereblyéjét (ting-pa (dingba) 釘鈀), fejet hajt és leborulva esdekel bocsánatért az elkövetett bűnei miatt. Mikor a bódhiszattva megkérdezi tőle, hogyan és miért lett belőle vaddisznó (je-csu (yezhu) 野豕), az elmeséli élettörténetét. Korábban az Égi Folyó (Tien-ho (Tianhe) 天河) marsallja (Tien-peng Jüan-suaj (Tianpeng Yuanshuai) 天蓬元帥) volt, csakhogy egy alkalommal boros fővel incselkedni kezdett a hold tündérével. Büntetésként a Jáde Császár kétezret veretett rá pöröllyel, majd száműzte a földi világba. A lelke azonban elvétette az utat, és egy anyadisznó méhében született újra. Felcseperedvén agyonharapta az anyját és elpusztította az összes kölykét, most pedig egyedül az övé az egész Fuling 福陵 hegy. A hegyen található egy barlang, melynek a neve a Felhőhíd Barlangja (Jün-csan-tung (Yunzhandong) 雲棧洞/	云栈洞), s ebben a barlangban lakott Luan néne (Luan er-csie (Luan erjie) 卵二姐), aki látván a disznó vitézi ügyességét, megkérte, hogy legyen a családja feje. Így lett az öregasszony veje, aki azonban egy év múlva meghalt, majd lassanként a család többi tagja is. Egyedül maradva a hegyen minden halandót felfal, aki arra téved. A bódhiszattva rábeszéli, hogy térjen jó útra, és segítse majd zarándokútján azt a jámbor szerzetest, aki erre fog elhaladni. A disznó megtér, Kuan-jin (Guanyin) pedig a Csu Vu-neng (Zhu Wuneng) 豬悟能 nevet adja neki, melynek jelentése: „disznó, aki ráébredt a képességeire”. A 19. fejezetben, amikor találkozik Hszüan-cang (Xuanzang)gal, az is kiderül, hogy szöges gereblyéjét jégvasból edzették az istenek, maga Lao-ce (Laozi) kovácsolta, a Tűzcsillag istene szította hozzá a parazsat, és a Jáde Császár adományozta neki. Ha felemeli, szikrát hány; ha leteszi, szelet támaszt, havat szór. Hszüan-cang (Xuanzang) új nevet ad neki, mivel megtartotta Kuan-jin (Guanyin) bódhiszattvának adott szavát – azóta csakugyan nem evett húst és nem ivott bort –, elnevezi őt Pa-csié (Bajié)nek 八戒, vagyis Nyolctilalmasnak. Ez onnan származik, hogy a még fel nem avatott szerzeteseknek nyolc tilalmat kellett megtartaniuk: „ne ölj, ne lopj, ne paráználkodj, ne hazudj, ne igyál, ne foglalkozz zenével, tánccal, szépítkezéssel, ne aludj ágyban, ne egyél, csak reggel és délben”. Az utolsó, 100. fejezetben Buddha a Tisztaságos Oltár Küldötte rangot (Csing Tan Si (Jing Tan Shi) 淨壇使/淨坛使) adományozza neki.
| Nyolctilalmas verses leírása a magyar fordításban | Nyolctilalmas verses leírása a magyar fordításban |
| --- | ------------------------------------------------- |
| „Kunkori pofája, mint lótusz magháza, leffedt, lepcses szája, Sáslegyező két nagy füle, aranyszikrákat szór vele. Foga, sok agyara úgy mered szájából, mint sor acélráspoly, Ha nyitja hatalmas száját, parazsas tálnak látnád. Aranysisak a fejében, szíja szorítja állát keményen, Selyemmel varrva páncélja levele, mind óriáskígyó levedlett pikkelye. Kezében szeges gereblyéjét tartja, villog rajta sárkányok karma, Derekán függ görbe íja; akár a hold hajló fele, Nincs ellenfél, aki lebírja, egy isten se bírna tán vele.” Csongor Barnabás fordítása |                                                   |

### Sa Vu-csing(Sha Wujin), Homoki Barát

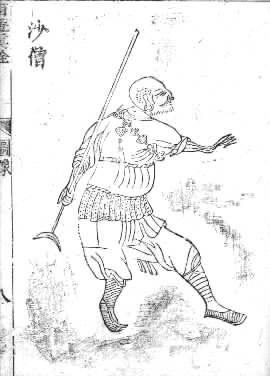
Homoki Barát ábrázolása

Homoki Barát előtörténete szintén a 8. fejezetből derül ki. Kuan-jin (Guanyin) bódhiszattva, amikor a Futó Homok Folyóhoz (Liu-sa-ho (Liushahe) 流沙河) ér, látja, hogy a hullámok közül egy szörnyűséges csúf démon (jao-mo (yaomo) 妖魔) ugrik elő. Bűvös bottal (pao-csang (baozhang) 寶杖) a kezében állja útját a bódhiszattvának, majd mikor felismeri, leborulva köszönti, és esdekelve bocsánatát kérve megannyi bűnéért meséli el életét. Egykor a Bűvös Esthajnalpír Csarnokában (Ling-hsziao-tien (Lingxiaodian) 靈霄殿) szolgált a csengős császár fogatnál. Ő volt ugyanis az Ajtónyitogató Nagy Generális (Csüan-lien ta-csiang (Juanlian dajiang) 捲簾大將/卷帘大将). Aztán egy nap, a barackérés ünnepnapján, összetört egy drága üvegcsészét. A Jáde Császár nyolcszáz botütéssel és a földi száműzetéssel büntette ezért. A földön ő démonformára változott, és minden hetedik napon repülő kardok érkeznek, hogy döfködve kínozzák őt. Két-három naponként kiszökik a vízből, s ilyenkor, hogy éhét elüsse, arra járó vándorokat, utazókat fal föl. Akiket felfalt, azoknak csontja elsüllyedtek a folyóban. Csakhogy áldozatai között volt kilenc szent ember, jámbor zarándokok, akiknek a csontja nem süllyedt el. Ezek koponyáját egy zsinórra fűzve hordja magánál. Kuan-jin (Guanyin) megbocsátja bűneit, és meghagyja neki, hogy várja a zarándokot és segítse őt az útján. Új nevet is ad neki: Sa Vu-csing (Sha Wujin) 沙悟淨, vagyis Homoki Tisztaságra Eszmélő. A regényben legtöbbször csak Homoki Barátnak (Sa ho-sang (Sha heshang) 沙和尚) nevezik. A 100., befejező fejezetben Buddha az Aranytestű Arhat (Csin-sen Lo-han (Jinshen Luohan) 金身羅漢) rangra emeli 
| Homoki Barát verses leírása a magyar fordításban | Homoki Barát verses leírása a magyar fordításban |
| --- | ------------------------------------------------ |
| „Kék volt-e, vagy fekete? Nem tudná azt senki se! Baljós képéről lerí a gonosz lehelete. Óriásnak kicsi lenne, törpének meg túl magas, Mezítelen a két lába, a teste erős, inas. A két szeme villogása kemencenyílásnak lángja, Úgy vereslik szörnyű szája, akár a mészáros tálja. Szájából sok agyara mered, kardpengék sora, A haja veres bozót, kuszán összevissza lóg. Mennydörgéssel bömböl hangja, lába a vizet kavarja, Szökik a hullám előle, mintha űznék viharok.” Csongor Barnabás fordítása |                                                  |

## Mitológiai sajátossága
A Nyugati utazás szereplői a kínai népi vallás, népi mitológia istenei vagy más alakjai. A hagyományos kínai világszemléletet majd két évezreden át a három nagy tanítás, a konfucianizmus, a taoizmus és a buddhizmus jellemezte. Ezek világnézete, tanításai és intézményei azonban leginkább csak gondolkodóik és hivatásos képviselőik számára különültek el élesen egymástól; a mindennapi gyakorlatban és gondolkodásban alkotóelemeik szétválaszthatatlanul összefonódtak. A regényben ábrázolt istenvilág a szerző buddhista szándéka, ihletése mellett ezt az összefonódottságot, szintézist tükrözi. Ez a szintézis figyelhető meg például abban, hogy Lao-ce (Laozi), a Felséges Vén, a taoizmus egyik főistene a Túsita mennyországban (To-shuaj-tien (Doushuaitian) 兜率天), az eljövendő buddhák palotájában székel, vagy Szun Vu-kung (Sun Wukong) mesterének, Szubhúti (Hszü-pu-ti (Xuputi) 须菩提) pátriárkának az alakja a buddhista csan (chan)-mester és a taoista halhatatlan vonásait viseli, illetve a regény végén Buddha konfuciánus módra mennyei rangok adományozásával jutalmazza a zarándokokat. Mindezek mellett a regényben felbukkannak a legősibb istenségek is, mint a Tajsan (Taishan)-hegy istene, a Nyugati Királyi Anya (Hszi-wang-mu (Xiwangmu) 西王母), Kelet Császára, az északi égsark Sötét Nagyura, vagy eredetileg helyi istenek, mint a Szecsuan (Sichuan)ban tisztelt démonűző Második Fiú, vagy a Lisan (Lishan)-hegy öreganyja, akinek Senhszi (Shenxi)ben volt kultusza.
Maguknak az isteneknek az alakja sem állandó: időről időre változnak, alakulnak. Így lett Kínában Avalókitésvara indiai buddhista férfiistenségből a kereszténység Szűz Máriájához hasonló szépségű Kuan-jin (Guanyin) 觀音/观音 istennő, a filozófus Lao-cé (Laozi)ből bűvös tudományú varázsló, valamint a buddhizmus egy másik istenét, Vaisravanát (To-ven tien-vang (Duowen tianwang) 多聞天王) pedig Li Csing (Jing) 李靖 6. századi jeles hadvezérrel azonosították, és lett belőle a Pagodahordozó Mennyei Herceg.
Ebben a sokféle elemből összeállt és folyton gyarapodó istenvilágban nincsen következetes hierarchikus rend. A Jáde Császár, aki a földi világ urának, a kínai császárnak az égi mása, a mennyek uralkodója ugyan, ám a Felséges Vén vagy Buddha – vagy akár a Második Fiú, a Kis Szent – láthatóan nem alárendeltjei, s ahogy Szun Vu-kung (Sun Wukong) és Buddha vitájából kiderül, a Jáde Császár uralma sem örökké tartó.
Az istenek feladata nyilvánvalóan az, hogy fenntartsák a világ rendjét. A Jáde Császár nagyszámú hivatalnoksereggel rendelkezik, akik nyilvántartást vezetnek minden lényről, számon tartják születésüket és eleve elrendelt haláluk idejét. E hivatalnok-istenek felfigyelnek Szun Vu-kung (Sun Wukong) csodálatos születésére, igazságot tesznek a sárkánykirály és a kínai császár között, intézkednek a majomkirály ellen emelt vádak dolgában, s ha a szokásos hivatali, netán rendőri intézkedések nem bizonyulnak célravezetőnek, egyszerűen diplomáciai úton egyengetik el az ügyeket.
Hszüan-cang (Xuanzang), a szent szerzetes jámbor felbuzdulásában jelentkezik a feladatra, útja közben szinte megszámlálhatatlan veszedelmet él át, melyekből nemegyszer csak hajszál híján menekül. Mindeközben sejtelme sincs arról, hogy Buddha és alárendeltjei már jó előre kiterveltek, elintéztek mindent: útja megfelelő állomásain ott várják jövendő tanítványai és sárkányparipája, és Szun Vu-kung (Sun Wukong) vitézsége és furfangossága, találékonysága mellett védelmét még külön biztosítja egy védistensereg, mi több, megpróbáltatásainak száma is előre elterveztetett. Csak Szun Vu-kung (Sun Wukong) az, aki belát a kulisszák mögé, morgolódik olykor, hogy keserves harcai a démonokkal az istenek szemében csak megszokott rutinszámba mennek.
 Az istenek világával, rendteremtő, rendfenntartó igyekezetével szemben ott állnak a démonok. A földön élnek, ember nem lakta, művelésre, emberi civilizáció teremtésére alkalmatlan hegyekben, erdőkben, barlangokban. Ennek a világnak nincs olyan központi alakja, felsőbb tekintélye, mint a Jáde Császár, a Felséges Vén vagy Buddha. Szétszórtan létező, kapcsolatokat egymással sem igen tartó, önálló kiskirályságokba tömörülnek. Egyetlen ügy egyesíti őket: hogy valamennyien Hszüan-cang (Xuanzang) életére törnek. Nem feltétlenül gonoszságból teszik ezt, hanem azért, hogy szent testének erejét megszerezvén, általa előbbre jussanak a tökéletesedésben, halhatatlanságra tegyenek szert.
A démonvilág szembenállása az égi hatalmakkal ilyenképpen eléggé viszonylagos, hiszen a démonok célja nem az istenvilág elpusztítása, hanem bejutás az istenek sorai közé. Az istenek és a világ többi lényei között különben sem létezik áthatolhatatlan válaszfal; „a kerek világ számtalan lénye közt, akinek csak kilenc nyílás van a testén, az mind tökéletesedhet, halhatatlanná lehet” – világosítja fel Szun Vu-kung (Sun Wukong) egy ízben Hszüan-cang (Xuanzang)ot. Sőt a regényben felbukkannak a démonok közt halhatatlanságra törekvő kígyók, sőt fák is.
A démonokat azonban nemcsak közös céljuk kapcsolja sajátos módon az istenek világához. Küzdelmei során Szun Vu-kung (Sun Wukong) nemegyszer kényszerül arra, hogy a mennyei nyilvántartásban nézzen utána egy-egy démon kilétének, hogy azután megtalálhassa a megfelelő ellenszerét vagy ellenfelét. Ezekből a nyomozásokból nemcsak az derül ki, hogy a mennyek birodalma számon tartja a világ valamennyi lényét, hanem az is, hogy a démonok egy része valamikor a mennyekben szolgált valamelyik isten szolgájaként vagy hátasállataként, de megunván alacsony sorsát, leszökött a földre, hogy démonként kezdje újra pályafutását, megkerülve ilyen módon a mennyei hierarchia unalmas szamárlétráját. A halhatatlanság elérésének, az istenek közé kerülésnek ugyanis sokféle útja van, a jámbor elmélkedéstől az életelixír titkának kutatásán keresztül egészen Hszüan-cang (Xuanzang) felfalásáig vagy férjül vételéig.
A hajdani mennyei kishivatalnokokat jóformán csak gazdájuk tudja legyőzni, s egyszerűen hazaviszi őket magával, hogy elfoglalják régi munkakörüket. Némelyeket a Szun Vu-kung (Sun Wukong) segítségére siető istenek alkalmasnak ítélnek arra, hogy szolgálatukba fogadjanak. Végső pusztulás csak azokra a démonokra vár, akiknek nincsen gazdájuk, nem akad pártfogójuk. Az istenek és démonok küzdelmeinek e bonyolult mechanizmusa élénken emlékeztet a hagyományos kínai világ viszonyaira.

## Folytatásai
A régi Kínában nem volt szokatlan, hogy a népszerű regényekhez élelmes írók, írástudók folytatásokat készítettek, hogy a nagy sikerű alapul vett mű ismertségét, közkedveltségét kihasználva kelendőbbé tegyék saját regényüket. A kínai irodalomtörténet a Nyugati utazás alábbi három folytatását tartja említésre méltónak:
- A későbbi nyugati utazás története (Hou hszi ju csi (Hou xi you ji) 後西游記/后西游记). Csing (Qing)-kori ismeretlen szerző alkotása.
- Folytatás a Nyugati utazás történetéhez (Hszü hszi ju csi (Xü xi you ji) 續西游記/续西游记). Ismeretlen szerző alkotása, amely az eredeti regénnyel azonos számú, 100 fejezet terjedelmű.
- Ami a Nyugati utazásból kimaradt (Hszi ju pu (Xi you bu) 西游補/西游补). Tung Jüe (Dong Yue) 董説/董说, 1640 körül íródott, 16 fejezetes (hui (hui) 回) regénye.

## Feldolgozásai

### Színpadi feldolgozások

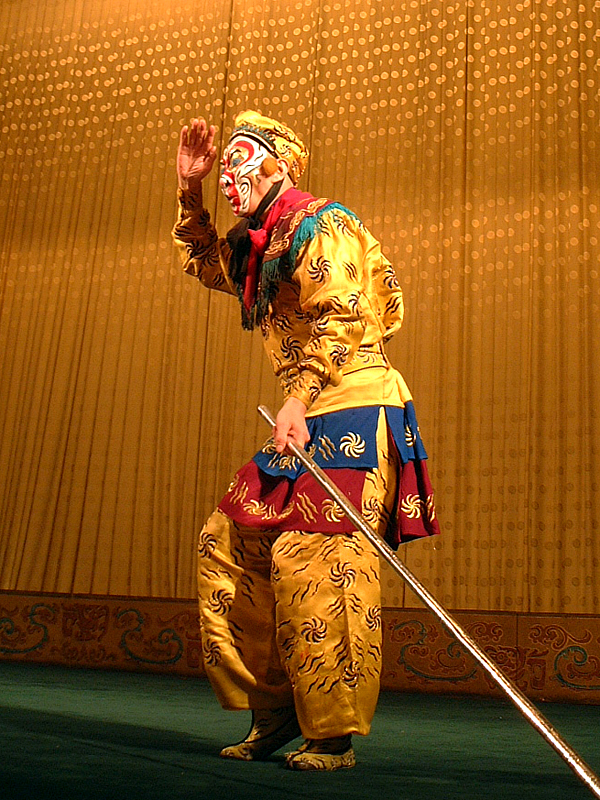
A majomkirály figurája a pekingi operában

A Nyugati utazás történetei igen népszerűek a hagyományos kínai opera (hszi -csü (xiqu) 戏曲) színpadain. Az északi drámának nevezett (ca -csü (zaju) 杂剧 drámaművek közül mintegy nyolc a Nyugati utazás egy-egy jelenetét dolgozza fel. Még népszerűbbnek mondható a pekingi operában (csing -csü (jingju) 京剧), amelynek teljes repertoárjában mintegy 36, a Nyugati utazásból származó epizód feldolgozása szerepel. Ezek mindegyike a regény legismertebb, leglátványosabb részletét veszi alapul, például a Nao tien kung (Nao tian gong) 闹天宫, amelyben Szun Vu-kung (Sun Wukong) második mennybéli tartózkodásakor felforgatja a mennyei palotát, felzabálja a halhatatlanság barackjait, és elorozza Lao-ce (Laozi) örökélet-elixírjét; a Vu-hszing-san (Wuxingshan) 五行山, amelyben Buddha megbünteti a majomkirályt és az Öt Elem Hegye alá zárja; a Nü-er kou (Nüer gou) 女儿国, amelyben a zarándokok a csak nők által lakott országba jutnak el; stb.

### Filmek
- 1959 Son go kû 孫悟空 (angol címe: Monkey Sun). Japán, Toho Company.[51]
- 1966 Hszi ju csi (Xi you ji) 西遊記 (angol címe: Monkey Goes West). Hongkong, Shaw Brothers.[52]
- 1966 Tie san kung csu (Tie shan gong zhu) 鐵扇公主 (angol címe: Princess Iron Fan. Hongkong, Shaw Brothers.[53]
- 1967 Pan sze tung (Pan si dong) 盤絲洞 (angol címe: Cave of the Silken Web). Hongkong, Shaw Brothers.[54]
- 1968 Nü er kuo (Nü er guo) 女兒國 (angol címe: The Land of Many Perfumes). Hongkong, Shaw Brothers.[55]
- 1985 Szun Vu-kung taj csan fej zsen kuo (Sun Wukong dai zhan fei ren kuo). Tajvan, Lei Men Enterprises.[56]
- 1987 Hszin hszi ju csi (Xin xi you ji) 新西游记. Tajvan.[57]
- 1994 Sai yau gei: Dai yat baak ling yat wui ji – Yut gwong bou haap 西遊記•第壹佰零壹回之•月光寶盒 (angol címe: A Chinese Odyssey 1.). Hongkong.[58]
- 1994 Sai yau gei: Daai git guk ji – Sin leui kei yun 西遊記•大結局之•仙履奇緣 (angol címe: A Chinese Odyssey 2.). Hongkong.[59]
- 2001 The Lost Empire (magyar címe: A sárkány éve). Hallmark Entertainment.[60]
- 2005 A Chinese Tall Story (magyar címe: Különös kínai történet). Hongkong, Emperor Motion Pictures.[61]
- 2008 The Forbidden Kingdom (magyar címe: A tiltott királyság); főszereplők: Jackie Chan és Jet Li. The Weinstein Company – Lionsgate.[62]
- 2010 Hszi ju csi (Xi you ji) 西遊記. Kína, Beijing Forbidden City Film Co.[63]
- 2013 Ta nao tien kung (Da nao tian gong) 大闹天宫 (angol címe: The Monkey King); főszereplők: Donnie Yen és Chow Yun-fat. Hongkong, Filmko Pictures – Mandarin Films Ltd.[64]

### Tévéfilmsorozatok
- 1986 Hszi ju csi (Xi you ji) 西遊記 (angol címe: Journey to the West), 2 évad. Kína, China Central Television (CCTV).[65]
- 1978-80 Saiyūki 西遊記 (angol címe: Journey to the West). 2 évad, összesen 52 rész. Japán, Nippon TV (NTV).[66]
- 1993 Saiyūki 西遊記 (angol címe: Journey to the West). Összesen 140 perc. Japán, Nippon TV (NTV).[67]
- 1996 Sai yau gei 西遊記 (angol címe: Journey to the West). Hongkong Hong Kong's Television Broadcasts Limited (TVB).[68]
- 2006 Saiyūki 西遊記 (angol címe: Journey to the West). Összesen 11 rész. Japán, Fuji Television Network.[69]
- 2010 Hszi ju csi (Xi you ji) 西遊記 (angol címe: Journey to the West). Kína, Shandong Film and Television Production Center.[70]
- 2011 Hszi ju csi (Xi you ji) 西遊記 (angol címe: Journey to the West). Összesen 66 rész. Kína, Huayi Brothers Media.[71]
- 2017-18 Hwayugi 화유기 (angol címe: A Korean Odyssey). Összesen 20 rész. Dél-Korea, tvN.

### Animációs filmek
- 1926 Kirigami zaiku Saiyuki: Songoku monogatari. Japán, Jiyu Eiga Kenkyu-jo.[72]
- 1941 Tie san kung csu (Tie shan gong zhu) 鐵扇公主 (angol címe: Princess Iron Fan). 73 perc.[73]
- 1965 Ta nao tien kung (Da nao tian gong) 大鬧天宮/大闹天宫 (angol címe: Havoc in Heaven). 84 perc. Kína, Wan brothers.[74]
- 1989 Tezuka Osamu monogatari: Boku wa Son Goku 手塚治虫物語 ぼくは孫悟空. 70 perc. Japán, Tezuka Production Company Ltd.[75]
- 1995 Hszi ju man csi (Xi you man ji) 西游漫记. Összesen 20 rész. Kína.
- 2007 Szun Vu-kung ta csan Er Lang sen (Sun Wukong da zhan Er Lang shen) 孙悟空大战二郎神 (angol címe: Monkey King vs. Er Lang Shen). Kína.

### Manga, anime, játékok
A japán manga és anime műfajokban is igen népszerűek a Nyugati utazás figurái, illetve történetei. Ezek azonban inkább csak inspirálódtak a klasszikus kínai regényből, semmint annak feldolgozásainak, adaptációinak lehetne tekinteni ezeket az alkotásokat. Kivételt képezhet a Dragon Ball sorozat (1984–1995), melynek főszereplője Son Goku, akinek a neve tulajdonképpen a kínai Szun Vu-kung (Sun Wukong) 孫悟空/孙悟空 japán olvasata. Hasonló a helyzet a számítógépes és konzolos játékok esetében is, hiszen zömében ezekben is inkább csak utalásszerűen bukkan fel a Nyugati utazás egy-egy szereplője. Kivétel talán a Saiyuki: Journey West PlayStation játék, amely Japánban 1999-ben jelent meg, történetében pedig hűen követi a Nyugati utazás cselekményét és jeleníti meg annak szereplőit.

## Hatása Magyarországon
A Nyugati utazás első, legismertebb magyar nyelvű költői hivatkozása Szabó Lőrinc (1900–1957) nevéhez fűződik: a „Szun Vu Kung lázadása” című költeménye 1935. április 21-én jelent meg a Pesti Naplóban. Verse gyakorlatilag a regény első hét fejezetének lírai szüzséje 29 négysoros versszakba foglalva.

### Fordítása
A Nyugati utazás magyar fordítása Csongor Barnabás (1923–2018) sinológus nevéhez fűződik. Először 1969-ben, két kötetben jelent meg az Európa Könyvkiadó gondozásban. A regény alcíme, amely az eredeti, kínai nyelvű változatban nem szerepel: „avagy a majomkirály története”. A második kiadását a kiadó 1980-ban jelentette meg. Csongor Barnabásnak ez volt a második nagy klasszikus kínairegény-fordítása, ugyanis az ő fordításában jelent meg 1961-ben a Vízparti történet (Suj hu csuan (Shui hu zhuan) 水滸傳) is. Csongor azon kevés szakértő műfordítók közé tartozik, akik a regényben szereplő verseket is képesek éppoly művészi szinten megszólaltatni magyarul, mint a prózai részeket: így nemcsak a kiváló jegyzeteket írta ő, hanem a verseket is maga fordította. Az eredeti kínai nyelvből készült fordítás utószavának végén a következőket jegyzi meg a fordítással kapcsolatban: „A klasszikus kínai regényben az elbeszélést igen gyakran szakítják meg versek, dalok, ritmikus prózában írt, terjedelmes leíró részek. A szöveg olvasmányosabbá tételére ezeket a fordításban jórészt kihagytam, helyenként a terjengős párbeszédeket is. Az eredeti forma érzékeltetésére azonban az első fejezet fordítása rövidítetlen, teljes.”
A regény második kiadásával egy időben, 1980-ban jelent meg a Tung Jüe (Dong Yue) 董説/董说 által írt folytatás magyar nyelvű fordítása, Ami a Nyugati utazásból kimaradt címen.. Ennek fordítója szintén Csongor Barnabás. A magyar fordítás érdekessége, hogy megjelenésekor ez volt a regény egyetlen idegen nyelvű fordítása.

### Átdolgozása
A Nyugati utazásból csak Szun Wu-kung (Sun Wukong) történetére koncentrálva, az eredeti szöveg és a magyar műfordítás felhasználásával Tokaji Zsolt író, sinológus készített gyerekkönyv-átdolgozást, amely 2013-ban, A majomkirály története címen jelent meg a Quattrocento Kiadó gondozásában.

### Színpadi feldolgozása
2010-ben került bemutatásra a Tűzraktérben a Démonvariációk című, 50 perces stúdióelőadás, amelyben többek között a Nyugati utazásból is merítettek az alkotók. (Rendező: Kovács dé Dani; szöveg: Áldozó Krisztián; zene: Takács Borza Ákos; szereplők: Béres Miklós, Hodászi Ádám, Kárpáti Péter, Szabó Emese, Szakács Zsuzsa.)

### Magyarul
- ↑ Csongor 1980a:  Csongor Barnabás: „Bürokrácia és mennyország”. In. Vu Cseng-en: A nyugati utazás, avagy a majomkirály története II. kötet. Budapest, Európa Könyvkiadó, 1980. 532-539.
- ↑ Csongor 1980b:  Csongor Barnabás: „A megfoghatatlan valóság nyomában”. In. Tung Jüe: Ami a Nyugati utazásból kimaradt. Ford., a jegyzeteket és az utószót írta Csongor Barnabás. Budapest: Európa Könyvkiadó, 1980. 199-208. o.
- ↑ Gernet 2001:  Jacques Gernet: A kínai civilizáció története. Ford. Antóni Csaba. A fordítást szakmai szempontból ellenőrizte Ecsedy Ildikó. Budapest, Osiris Kiadó, 2001, 626 p. Osiris Tankönyvek. ISBN 963-389-111-6; ua.: [2. kiad.]. Budapest, Osiris Kiadó, 2005. Osiris Tankönyvek. ISBN 963-389-797-1
- ↑ Tung 1980:  Tung Jüe: Ami a Nyugati utazásból kimaradt. Ford., a jegyzeteket és az utószót írta Csongor Barnabás. Budapest: Európa Könyvkiadó, 1980. ISBN 963 07 2289 5
- ↑ Vu 1969:  Vu Cseng-en: A nyugati utazás, avagy a majomkirály története I-II. kötet. Ford., a jegyzeteket és a bevezetőt írta Csongor Barnabás. Budapest, Európa Könyvkiadó, 1969.
- ↑ Vu 1980:  Vu Cseng-en: A nyugati utazás, avagy a majomkirály története I-II. kötet. (2. kiadás) Ford., a jegyzeteket és a bevezetőt írta Csongor Barnabás. Budapest, Európa Könyvkiadó, 1980. ISBN 963 07 2234 8
- ↑ Vu 2012:  Vu Cseng-en: A majomkirály története. Tokaji Zsolt átdolgozásában. Budapest, Quattrocento Kiadó, 2012. ISBN 9786155262005

### Idegen nyelven
- ↑ Hu Shi 1942:  Hu Shih: Monkey (novel). New York, Grove Press, 1942
- ↑ Jenner 1984:  W. J. F. Jenner: "Translator's Afterword." In Journey to the West, 4. kötet. (7. kiadás) 1984
- ↑ Lu 1982:  Lu Hsun: A Brief History of Chinese Fiction. Peking, Foreign Languages Press, 1982
- ↑ Zhang 1985:  Zhang Dexin: A Survey of Classical Chinese Literature. Peking, Beijing Language an Culture University Press, 1985. ISBN 7-5619-0285-9